# Jens Meyer-Odewald

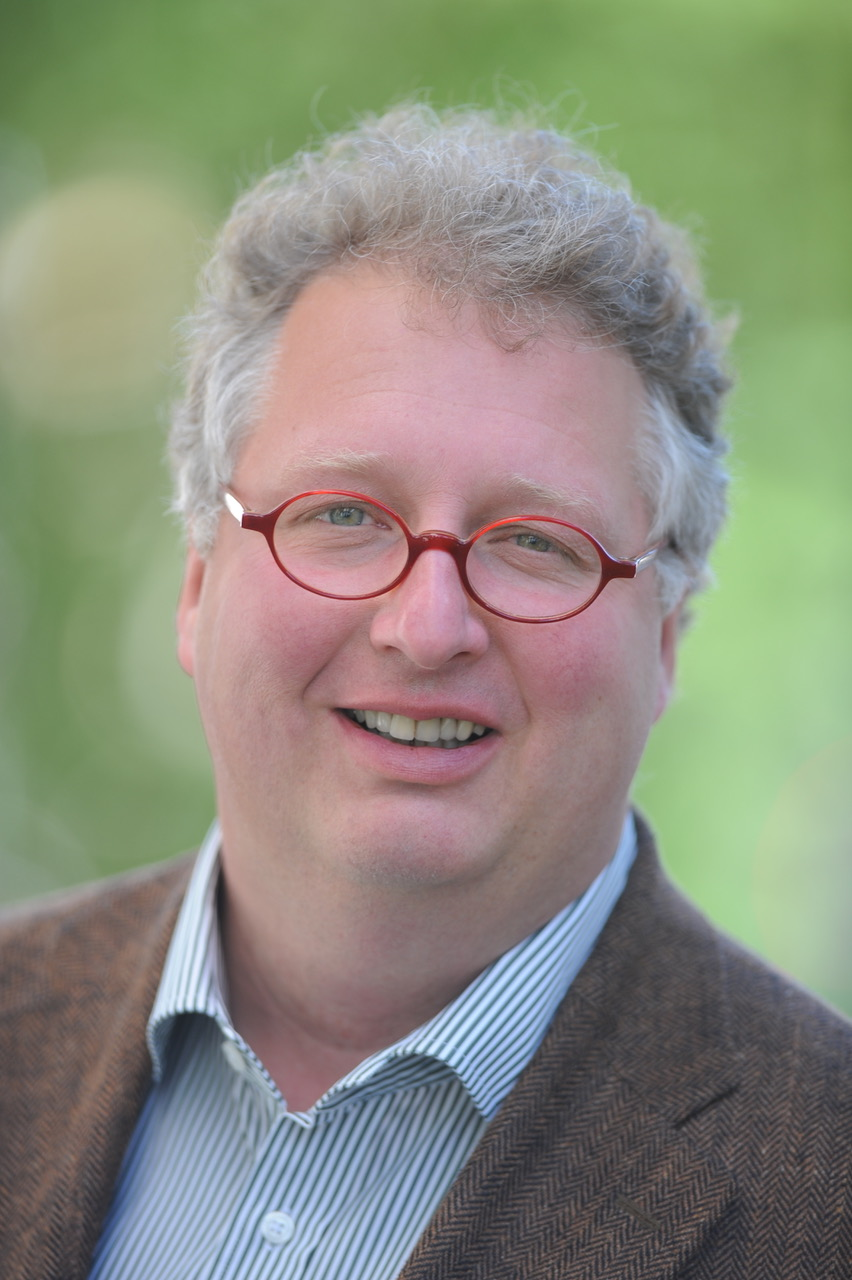
Jens Meyer-Odewald

Jens Meyer-Odewald (* 3. Oktober 1957 in Bremen) ist ein deutscher Journalist und Autor.

## Leben
Nach Abitur und Grundwehrdienst in Bremen wechselte er zum Jura-Studium nach Hamburg. Vor dem Examen und Repetitorium ging er direkt zum Hamburger Abendblatt – anfangs als freier Mitarbeiter. Ab 1989 schrieb er als Redakteur, zuerst im Sportressort und seit 1989 als Chefreporter. Seit seinem Ruhestand im Oktober 2022 arbeitet er weiterhin als freier Mitarbeiter für die Tageszeitung.
Jens Meyer Odewald ist seit 1998 verheiratet und hat eine Tochter (geb. 2002).
Meyer-Odewald war Mitveranstalter und Moderator der Hamburg Soirée. Zwischen 2003 und 2016 wurden Thomas Bach, Franz Beckenbauer, Boris Becker, Uli Hoeneß, Günter Netzer und weitere geladene Gäste exklusiv unter Mitwirkung des jeweiligen Ersten Bürgermeisters der Stadt Hamburg interviewt. 26 Veranstaltungen wurden im Hotel Vier Jahreszeiten und im Business Club Hamburg an der Elbchaussee organisiert.
Seit April 2023 koordiniert Jens Meyer-Odewald die Medienarbeit des Internationalen Maritimen Museums in der Hamburger HafenCity.

## Publikationen
- zusammen mit Dieter Matz: Geschäft oder Leidenschaft? Fußball in Deutschland. Mikado Verlag, Hamburg 2002, ISBN 978-3-935436-11-3
- Albert Darboven. Aus Freude am Leben. Hanse-Verlag/Europäische Verlagsanstalt, Hamburg 2005, ISBN 978-3-434-52608-7
- So. Und nicht anders. Carlo von Tiedemann: Mein aufregendes Leben. Europäische Verlagsanstalt, Hamburg 2005, ISBN 978-3-434-52614-8
- zusammen mit Michael Pasdzior: Leuchtturm Westerheversand: Eine Reise durch Licht und Zeit. Eiland Verlag 2007, ISBN 978-3-940133-19-9
- Das Hotel: Vier Jahreszeiten – Ein Stück Hamburg. Eiland Verlag, Hamburg 2009, ISBN 978-3-86926-038-9
- zusammen mit Kay Entholt und Peter Meyer-Odewald: Schlüsselbuch: Bremen-Brevier. Verlag Carl E. Schünemann, Bremen 2009, ISBN 978-3-7961-1941-5
- In Hamburg sagt man Tschüss – Erinnerungen an Heidi Kabel. Verlag Hamburger Abendblatt, Hamburg 2010, ISBN 978-3-939716-09-9
- Hannelore und Helmut Schmidt: Ein Leben. Axel Springer SE, Hamburg 2010, ISBN 978-3-939716-98-3
- Uns Uwe: Ein Hamburger mit Herz. Biografie Uwe Seeler, Funke Medien, Hamburg 2014, ISBN 978-3-95856-001-7
- Helmut Schmidt: Ein Hamburger Staatsmann 1918–2015. Funke Medien, Hamburg 2015, ISBN 978-3-95856-007-9
- Zur Ritze: Hamburger Kiezgeschichte. Funke Medien, Hamburg 2015, ISBN 3-95856-004-0
- Das Hotel Vier Jahreszeiten: Geschichte und Geschichten. Eiland Verlag, Hamburg 2017, ISBN 978-3-86926-507-0
- Eugen Block: Gründer und Hanseat. Funke Medien, Hamburg 2017, ISBN 978-3-95856-016-1
- Harkebrügge: Ein lebendiges Dorf schreibt Geschichte. KJM Buchverlag, Hamburg 2018, ISBN 978-3-96194-057-8
- Erfahrungsschatz Eugen Block KJM Buchverlag, Hamburg 2022, ISBN 978-3-96194-181-0
- Justus Frantz – Künstler zwischen den Welten, Koehler in Maximilian Verlag, ISBN 978-3-7822-1538-1